# Llista d'albergs del País Valencià
Els albergs del País Valencià són edificis normalment adreçats a joves i famílies que proporcionen allotjament i manutenció als alberguistes a més d'activitats esportives, culturals, turístiques, recreatives al seu entorn. Els albergs solen ser llocs de trobada de persones de diferents nacionalitats, races i cultures, permetent l'intercanvi cultural i experiències compartides. Poden ser albergs públics o privats.
L'Institut Valencià de la Joventut gestiona la Xarxa d'Instal·lacions Juvenils de la Generalitat Valenciana formada per 8 albergs públics, adherits a la Federació Internacional d'Albergs Juvenils (IYHF) amb 4.200 albergs situats en 60 països d'arreu del món, a través de la Xarxa Espanyola d'Albergs Juvenils. Per a utilitzar aquests albergs cal tindre el carnet d'alberguista.
Els albergs valencians són:
| Alberg                                     | Foto | Població            | Comarca            | Coordenades                                                | Gestió                                 |
| ------------------------------------------ | ---- | ------------------- | ------------------ | ---------------------------------------------------------- | -------------------------------------- |
| Casa Abadia de Xert                        |      | Xert                | Baix Maestrat      |                                                            | Privada                                |
| Alberg Abargues                            |      | Calp                | Marina Alta        | 38° 39′ 9.12″ N, 0° 4′ 22.57″ E / 38.6525333°N,0.0729361°E | Hermanas Franciscanas de la Inmaculada |
| Alberg Assut d'Antella                     |      | Antella             | Ribera Alta        |                                                            | Privada                                |
| Alberg Juvenil Torre d'Alboraig            |      | Alboraig            | Foia de Bunyol     | 39° 23′ 40.22″ N, 0° 46′ 55.4″ O / 39.3945056°N,0.782056°O | IVAJ                                   |
| Alberg Les Alcusses                        |      | Moixent             | Costera            |                                                            | Privada                                |
| Alberg Juvenil Argentina                   |      | Benicàssim          | Plana Alta         |                                                            | IVAJ                                   |
| Alberg Granja Escola Baladre               |      | Ondara              | Marina Alta        |                                                            | Privada                                |
| Alberg Granja Escola Mariola               |      | Bocairent           | Vall d'Albaida     |                                                            | Privada                                |
| Alberg Juvenil Biar                        |      | Biar                | Vall de Biar       |                                                            | IVAJ                                   |
| Alberg Municipal Ermita de Santa Quitèria  |      | Almassora           | Plana Alta         |                                                            | Privada                                |
| Alberg Municipal de L'Estació              |      | Beneixama           | Alt Vinalopó       |                                                            | Ajuntament de Beneixama                |
| Alberg Juvenil La Florida                  |      | Alacant             | Alacantí           |                                                            | IVAJ                                   |
| Alberg Font del Tarragó                    |      | Alfafara            | Comtat             |                                                            | Privada                                |
| Alberg Francesc de Vinatea                 |      | Morella             | Ports              | 40° 37′ 8.93″ N, 0° 7′ 58.8″ O / 40.6191472°N,0.133000°O   | Privada                                |
| Alberg Hoces del Cabriel                   |      | Venta del Moro      | Plana d'Utiel      |                                                            | Privada                                |
| Alberg Llometa de Llavata                  |      | Llíria              | Camp de Túria      |                                                            | Privada                                |
| Alberg Juvenil Mar i Vent                  |      | Piles               | Safor              |                                                            | IVAJ                                   |
| Alberg Juvenil Mare de Déu del Lledó       |      | Castelló            | Plana Alta         |                                                            | IVAJ                                   |
| Alberg Juvenil La Marina                   |      | Moraira-Teulada     | Marina Alta        |                                                            | IVAJ                                   |
| Alberg Municipal de Millares               |      | Millars             | Canal de Navarrés  |                                                            | Privada                                |
| Alberg Rural - Granja Escola El Molí       |      | Ràfol de Salem      | Vall d'Albaida     |                                                            | Privada                                |
| Alberg Monte Carmelo                       |      | El Pinós            | Vinalopó Mitjà     |                                                            | Privada                                |
| Alberg Olocau                              |      | Olocau              | Camp de Túria      |                                                            | Privada                                |
| Alberg L'oroneta                           |      | Teulada             | Marina Alta        |                                                            | Privada                                |
| Alberg La Parreta                          |      | Vilafranca          | Ports              |                                                            | Privada                                |
| Alberg La Paz                              |      | València            | Ciutat de València |                                                            | Privada                                |
| Albergue los Perlitos                      |      | Cocentaina          | Comtat             |                                                            | Privada                                |
| Alberg El Refugio                          |      | Montanejos          | Alt Millars        |                                                            | Privada                                |
| Alberg El Regajo                           |      |                     |                    |                                                            |                                        |
| Alberg rural - Granja escola Riera d'Agres |      | Agres               | Comtat             |                                                            | Privada                                |
| Alberg municipal d'El Salze                |      | Beneixama           | Alt Vinalopó       |                                                            | Ajuntament de Beneixama                |
| Alberg Juvenil Sant Crist del Mar          |      | Benicarló           | Baix Maestrat      |                                                            | IVAJ                                   |
| Alberg El Sequer                           |      | Benaixeve           | Serrans            |                                                            | Privada                                |
| Alberg Serra d'Ador                        |      | Ador                | Safor              |                                                            | Privada                                |
| Alberg La Surera                           |      | Almedíxer           | Alt Palància       |                                                            | Privada                                |
| Alberg La Teixera                          |      | Agres               | Comtat             |                                                            | Privada                                |
| Alberg Torreta del Marqués                 |      | Benigànim           | Vall d'Albaida     |                                                            | Privada                                |
| Alberg Ull de Canals                       |      | Banyeres de Mariola | Alcoià             |                                                            | Privada                                |
| Casal d'Esplai de Rocafort                 |      | Rocafort            | Horta Nord         |                                                            | Ajuntament de València                 |
| Casal d'Esplai El Saler                    |      | El Saler            | Ciutat de València |                                                            | Ajuntament de València                 |
| Centro de Vacaciones Embalse de Benagéber  |      | Benaixeve           | Serrans            |                                                            | Privada                                |
| Col·legi Major La Concepción               |      | València            | Ciutat de València |                                                            | Privada                                |
| Col·legi Major Galileo Galilei             |      | València            | Ciutat de València |                                                            | Privada                                |
| Home Youth Hostel Valencia                 |      | València            | Ciutat de València |                                                            | Privada                                |
| Innsa Hostel                               |      | València            | Ciutat de València |                                                            | Privada                                |
| International Youth 4YOU                   |      | Calp                | Marina Alta        |                                                            | Privada                                |
| Mas de Borràs                              |      | Vilafermosa         | Alt Millars        |                                                            | Privada                                |
| Mas del Capellà                            |      | Olocau              | Camp de Túria      |                                                            | Privada                                |
| Mas de Noguera                             |      | Caudiel             | Alt Palància       |                                                            | Privada                                |
| Purple nest hostel                         |      | València            | Ciutat de València |                                                            | Privat                                 |
| Residència Europa House                    |      | Alacant             | Alacantí           |                                                            | Privat                                 |
| River Hostel València                      |      | València            | Ciutat de València |                                                            | Privat                                 |
| Alberg Villa Universitària                 |      | Alacant             | Alacantí           |                                                            | Privat                                 |
| Youth Hostel Center Valencia               |      | València            | Ciutat de València |                                                            | Privat                                 |